# Wonder of the Seas
Wonder of the Seas (с англ. — «Чудо морей») — круизный корабль класса Oasis.
Судно было построено на верфи «Шантье де л’Атлантик» в Сен-Назере, Франция. Оно является пятым в линейке Oasis.

## Хронология
- Заложен 9 мая 2019 года.
- Спущен на воду 4 сентября 2020 года.
- Введён в эксплуатацию 4 марта 2022 года.

## Описание
Лайнер длиной 362 метра, а тоннаж 236 857 т. имеет 18 палуб. Это судно вмещает 5734 пассажира при двухместном размещении, а максимальная вместимость составляет 6988 пассажиров, а также 2300 членов экипажа. Есть 16 гостевых палуб, 20 ресторанов, 4 бассейна и 2867 кают.
Инфраструктура включает в себя детский аквапарк, детскую игровую площадку, полноразмерную баскетбольную площадку, каток, симулятор для серфинга, зиплайн высотой 10 палуб, театр на 1400 мест, открытый водный театр на 30 мест, платформы высотой 9,1 м и две стены для скалолазания высотой 13 м.
Как и на всех кораблях класса Oasis, одной из особенностей на борту является Центральный парк, состоящий из более чем 10 000 настоящих растений.
Wonder of the Seas оснащён шестью морскими дизельными установками: двумя 16-цилиндровыми двигателями Wärtsilä 16v46d с общей рампой и четырьмя 12-цилиндровыми двигателями Wärtsilä 12v46d.
Для приведения в движение Wonder of the Seas использует три основных двигателя на азипод и мощностью 20 000 киловатт, которые являются электрическими двигателями. Эти двигатели установлены под кормой корабля, и каждый из них приводит в движение винты шириной 7 м. В дополнение к трём электрическим подрулевым, для стыковки используются четыре носовых подрулевых устройства, каждое из которых имеет мощность 5500 киловатт или 7380 лошадиных сил.

## Маршруты
- Карибы
- Средиземноморье

## Интересные факты
- Водоизмещение судна в 5 раз больше[1], чем у Титаника.
- Стоимость постройки 1 млрд. 350 млн. долларов США.
  - Это в 6 раз дороже «Титаника».
- Максимальная скорость на 2 км/ч меньше, чем у Титаника.
- Самый дешёвый билет: 423  доллара США.
- Время посадки на судно: 15 минут.